# IC 1143
IC 1143 — галактика типу E (еліптична галактика) у сузір'ї Мала Ведмедиця.
Цей об'єкт міститься в оригінальній редакції індексного каталогу.